# الذنبة (سرار)

تعديل مصدري - تعديل

الذنبة هي إحدى قرى عزلة سرار بمديرية سرار التابعة لمحافظة أبين، بلغ تعداد سكانها 104 نسمة حسب تعداد اليمن لعام 2004.